# Betty of Greystone
Pour plus de détails, voir Fiche technique et Distribution.
Betty of Greystone est un film muet américain réalisé par Allan Dwan et sorti en 1916.

## Fiche technique
- Titre : Betty of Greystone
- Réalisation : Allan Dwan
- Scénario : F.M. Pierson
- Chef opérateur : Victor Fleming
- Superviseur : David Wark Griffith
- Production : Fine Arts Film Company
- Distribution : Triangle Distributing
- Genre : Film dramatique
- Durée : 50 minutes
- Date de sortie : 
  - États-Unis : 20 février 1916

## Distribution
- Dorothy Gish : Betty Lockwood
- Owen Moore : David Chandler
- George Fawcett : Jim Weed
- Norman Selby : le fils de Weed
- Kate Bruce
- Albert Tavernier
- John Beck
- Warner Richmond : le témoin du mariage
- Grace Rankin
- Macey Harlam
- Eugene Ormonde
- Leonore Harris